# Tetanocera annae
Tetanocera annae är en tvåvingeart som beskrevs av Steyskal 1938. Tetanocera annae ingår i släktet Tetanocera och familjen kärrflugor. Inga underarter finns listade i Catalogue of Life.